# Alvimare
Alvimare is een gemeente in het Franse departement Seine-Maritime (regio Normandië) en telt 569 inwoners (2011). De plaats maakt deel uit van het arrondissement Le Havre.

## Geografie
De oppervlakte van Alvimare bedraagt 6,8 km², de bevolkingsdichtheid is 83,7 inwoners per km².
De onderstaande kaart toont de ligging van Alvimare met de belangrijkste infrastructuur en aangrenzende gemeenten.

## Demografie
Onderstaande figuur toont het verloop van het inwonertal (bron: INSEE-tellingen).